# Daniel Randon
Daniel Raul Randon (Caxias do Sul, 8 de dezembro de 1976) é um empresário brasileiro, atual presidente da Randon S.A. e membro do Conselho de Administração da Fras-Le. É formado em engenharia mecânica pela Universidade de Caxias do Sul (UCS) e tem MBA em gestão administrativo-financeira pela Universidade de Chicago. Acumula mais de 20 anos de experiência em posições estratégicas e de gestão, tendo passado por diferentes áreas das Empresas Randon, onde atua desde 1995, como Planejamento, Finanças e Relação com Investidores.

## Trajetória
Após um período de estudos e especialização no exterior, retornou ao Brasil e esteve por quatro anos à frente da Fras-le, empresa líder mundial em produção de materiais de fricção e o mais internacional dos negócios das Empresas Randon. Durante o período que foi presidente da Fras-le, conduziu a internacionalização, com aberturas de fábricas nos EUA e na China, além da inauguração de um centro de distribuição na Alemanha, colocando a empresa entre os maiores players globais do setor de autopeças.
Daniel Randon assumiu como Presidente e CEO das Empresas Randon em 2019 e tornou-se responsável por intensificar os movimentos de inovação da companhia. Adicionalmente, Randon acelerou a agenda ESG da empresa, com foco em iniciativas envolvendo Governança, Inovação e Meio Ambiente.
Desde 2020, é presidente do Conselho do Transforma RS, hub colaborativo que conecta empresas, universidades, governo e sociedade com o propósito de transformar o Rio Grande do Sul. Colabora ainda com uma coluna mensal no jornal Zero Hora.

## Família
Daniel é filho de Raul Randon – um dos fundadores das Empresas Randon e empresário que marcou seu nome entre os maiores empreendedores do Brasil – e irmão de David Randon – atual presidente do Conselho de Administração das Empresas Randon. Tem três filhos e é casado com Sandra Randon, que foi a primeira mulher a presidir a Festa da Uva de Caxias do Sul, em 2019.

## Prêmios
Foi contemplado com o Prêmio Troféu Guri no ano de 2015, homenagem prestada a personalidades do Estado que se destacam em suas áreas de atuação pelo Grupo RBS e pela Rádio Gaúcha. Também recebeu o Prêmio Administrador do Ano em 2014, mérito concedido a profissionais que tenham se destacado na função executiva nas empresas ou organizações da área de abrangência da Associação dos Administradores da Região Nordeste do Estado do Rio Grande do Sul (AANERGS).
Em 2021, Daniel Randon foi eleito o melhor CEO da América Latina, segundo pesquisa da Institutional Investor Research, sendo o segundo ano consecutivo entre os destaques no ranking da revista.